# Beinberge
Bronzene Arm- und Beinbergen sind in Deutschland, Nordwestpolen, Rumänien und anderen Regionen Mitteleuropas eine typische Schmuckform reich ausgestatteter Frauengräber(?) der Bronzezeit.

## Form und Datierung
Der üppig verzierte Beinschmuck besteht im Norden aus großen gewickelten Spiralplatten von 7 bis 11 cm Durchmesser und einem Bügelring, der um den Unterschenkel gelegt wurde. Norddeutsche Beinbergen datieren überwiegend in die Periode III der nordischen Bronzezeit (1300–1000 v. Chr.), doch scheinen einfache Exemplare bereits in der Periode II aufzutreten. Die einzelnen Windungen der Spiralplatten zieren Kerbgruppen und Kerbreihen, der Bügel weist ein Dekor aus Winkeln und Linien auf. Schwerpunkte der Verbreitung findet sich in Mecklenburg und Pommern. Sowohl die Größe der Spiralplatten, die hohe Zahl der Windungen als auch die Winkelverzierung des Bügelringes sind kennzeichnend für Exemplare aus Pommern.
Die südwest- und süddeutschen Exemplare haben eine Betonung des Bügels, der aus zwei breiten Windungen bestehen kann. Die beiden Ingolstädter Beinbergen waren aus relativ reiner Zinnbronze (über 10 % Zinn) und sollen aus dem Karpatenbecken stammen. Abgewickelt sind sie ca. 175 cm lang und wiegen jeweils etwa 400 g. In manche der Beinringe wurden Lederreste gefunden, die wohl auf eine leggings-ähnliche Tracht schließen lassen. Andere haben dreigliedrige Ketten. In einigen Fällen waren die Ketten der links- und rechtsgewickelten, gemeinsam getragenen, Beinbergen miteinander verbunden.